# Shota Fujio
Shota Fujio (født 2. maj 2001) er en japansk fodboldspiller, som spiller for den japanske fodboldklub Cerezo Osaka.